# Ambrogio Bergognone
Ambrogio Bergognone (también conocido como Ambrogio da Fossano o Stefani Ambrogio da Fossano o como Bergognone) fue un pintor italiano renacentista de la escuela lombarda, que se cree que nació entre 1453-5 y muerto entre 1523-4, cuya actividad tiene su inicio alrededor de 1472.

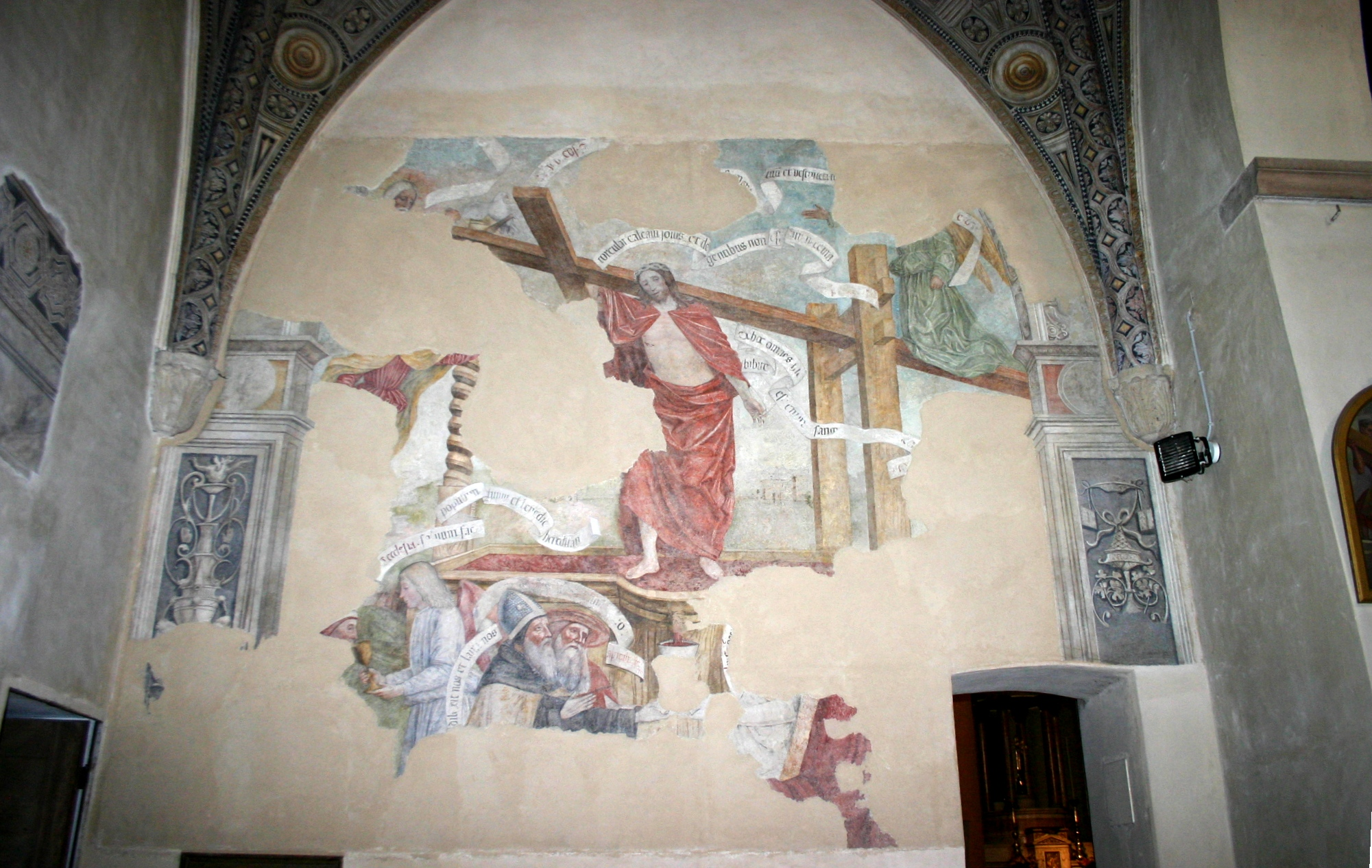
Cristo en el lagar Iglesia de Santa María Coronada, Milán.

## Biografía
Se cree que nació en Fossano, Piamonte y no se tiene información sobre su infancia y adolescencia. Su denominación artística se atribuye a su afiliación con la escuela borgoñona. Junto con Floppa es considerado como el mejor pintor de la escuela milanesa.
Si bien fue un contemporáneo de Leonardo da Vinci (1452 – 1519), pintó en un estilo más similar al del trecento y al arte lombardo de Vincenzo Foppa (1429 – 1519) y Bernardino Zenale (sobre 1460 – 1526), aunque suavizando los modos. Reproduce el arte flamenco, que le llega a través de Liguria, tanto en su estilo iconográfico como en el uso de la luz y paisajes aireados. A finales de la década de los ochenta del siglo XV fue influenciado por Leonardo y especialmente por Bramante (1444 – 1514).
Sus paisajes sobre la realidad de Brescia en son el preludio de la pintura del Cinquecento, mientras que el pietismo de los temas religiosos lo sería para los pintores lombardos leonardescos de la pintura manierista tardía.
Se cree que Bernardino Luini (1481 – 1532) y Bernardino Lanzani (1460- sobre 1530) de San Colombano Al Lambro fueron sus pupilos.

### Los inicios

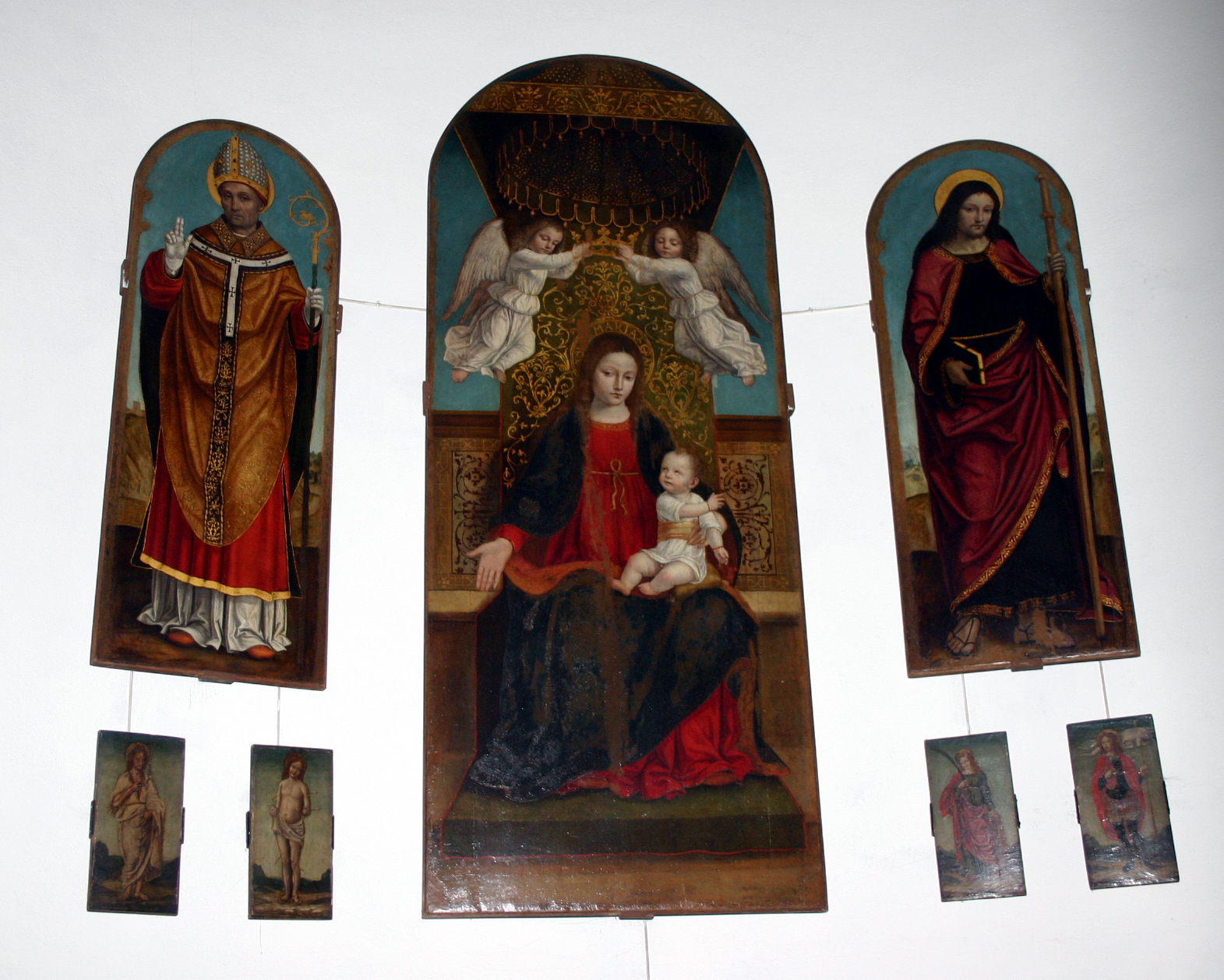
La Virgen con el niño y los santos Jaime el Grande y Enrique (1480) Basílica de San Eustorgio de Milán.

Su nombre aparece por primera vez en un documento con fecha de 1472.
Las obras de su juventud y las datadas sobre 1480 son el Cristo descendido y ángeles (en el Instituto Superior de Estudios Religiosos de Gazzada Schiano) y el Descendimiento (Museo de Bellas Artes de Budapest), en las que prevalece la influencia del arte flamenco sobre todo en la luz. El políptico de la capilla Brivio de la Basílica de San Eustorgio de Milán se puede fechar a finales de 1480.
También remontan a los años juveniles dos paneles con la Virgen y Santos de aliento monumental, pintadas para el protonotario apostólico Calegrani, originario de Arona: la primera (1484) se encuentra todavía en la Colegiata de los Santos Gratiniano y Felino en Arona, su colocación originaria, mientras que la segunda, Conversación Sagrada, (realizada en 1488 para la Iglesia de San Pedro en el Cielo de oro en Pavía), está hoy en la Pinacoteca Ambrosiana de Milán. En la misma pinacoteca también encontramos dos compartimientos laterales de un políptico todavía no identificado; en ellos están representados Santa Elisabet con San Francisco y San Pedro Mártir con San Cristoforo. Los santos también tienen aquí rostros tímidamente leonardescos. Tales pinturas testimonian su acercamiento a los modos de Vincenzo Foppa, modos endulzados y decorados.
Entre el 1480 y 1490 Bergognone realizó un díptico, ahora a la Academia Carrara de Bérgamo, con San Pablo y San Juan Evangelista, una combinación iconográfica insólita, quizás una alusión al tema De propaganda fiel.

### Su actividad en laCartuja de Pavía

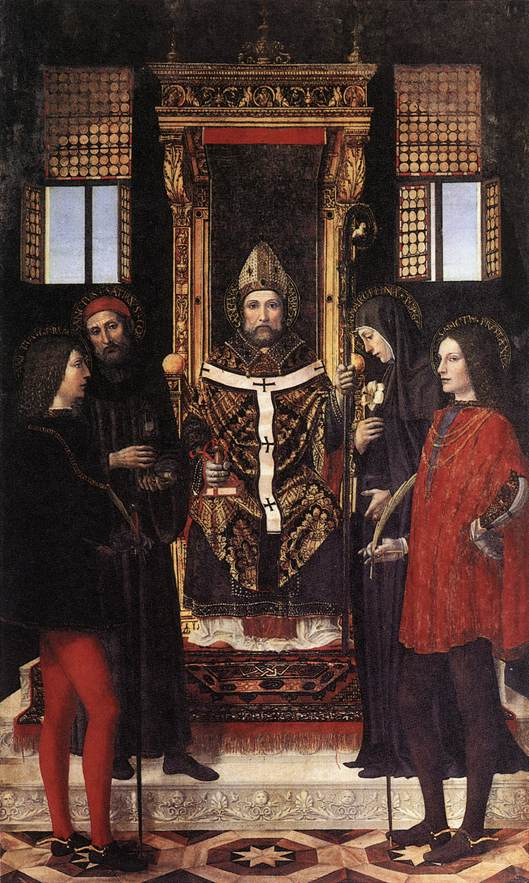
San Ambrosio entre san Gervasio, san Protasio, san Sátiro y santa Marcelina (1514) Cartuja, Pavía.

Ambrogio Bergognone realiza una parte considerable de la decoración interior de la Cartuja de Pavía, donde trabajó ocho años, desde 1488 hasta 1495. Ambrogio proporciona, junto a su hermano Bernardino, los cartones a partir de los cuales Bartolomeo Polli ejecuta los bancos de marquetería de madera del coro (figuras de la Virgen María, santos, profetas y apóstoles), concluidos en 1498. Ambrogio, además, es el autor de frescos de la nave, el crucero - un Ecce Homo y un tapiz con la Virgen para las lunetas en la parte superior de las puertas- y capillas. En el ábside del transepto izquierdo, entre el 1490 y el 1495 el artista realizó el fresco con Gian Galeazzo Vizconti presentándole a la Virgen el proyecto de la Cartuja, cuya composición simétrica de los grupos y las formas regulares y monumentales, recuerdan la influencia de Bramante. En el ábside del transepto opuesto completa el ciclo la Coronación de María entre Francesco Sforza y Ludovico el Moro, un bello fondo azul.
En la Cartuja de Pavia produce nueve retablos de los que quedan seis, tres en el lugar, dos en la Galería Nacional de Londres (La Virgen y el Niño con Santa Catalina de Alejandría y Santa Catalina de Siena), uno en el Museo Cívico de Pavía (Cristo llevando la Cruz y cartujos, de 1493) y uno en Poznan, también están los fragmentos de un séptimo se conserva en una colección privada en Milán.

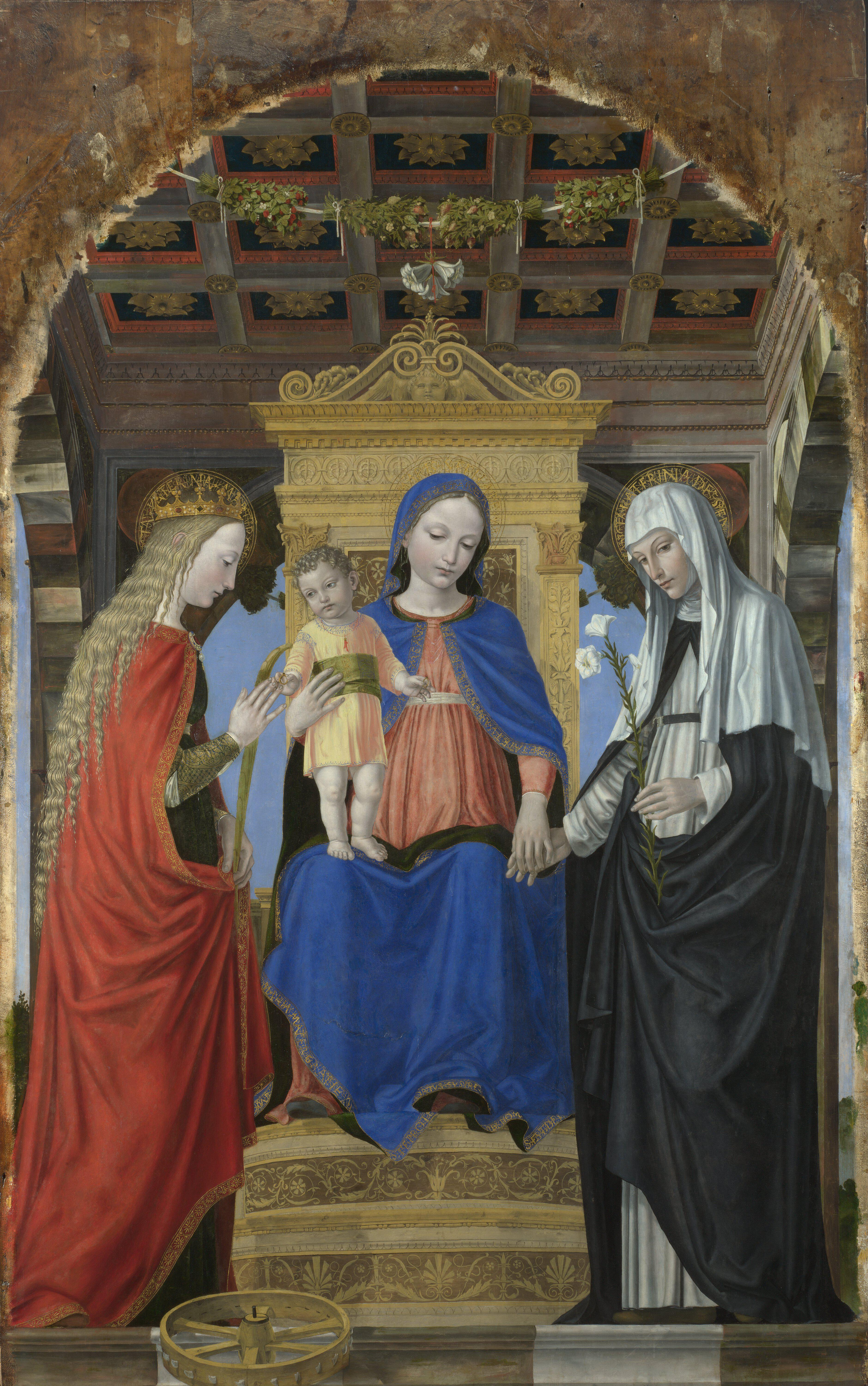
El matrimonio místico de santa Catalina de Alejandría (1490) Galería Nacional, Londres.

El artista creó una serie de obras menores: las predelas con la Historia de San Ambrosio, el retablo de San Ambrosio (Nacimiento de San Ambrosio en el Museo de Arte de Basilea, la Consagración de San Agustín y La Predicación de San Ambrosio en la Galería Sabauda, en Turín y La reunión de San Ambrosio y el emperador Teodosio en la Academia Carrara, de Bérgamo), y la Historia de San Benito, que se conserva en Nantes y Milán, este grupo también incluye algunos Vírgenes con el Niño (probablemente pintadas en las celdas de los Cartujos), ambientas en típicos y verdaderos paisajes lombardos, en las que también revela una modesta influencia de Leonardo da Vinci: La Virgen de la leche en la Academia Carrara, Bérgamo, sobre 1485 La Virgen y el Niño en la Galería Nacional en Londres, Virgen del Cartujano, ahora en Milán, en la Pinacoteca di Brera, fechadas entre 1488 y 1490.

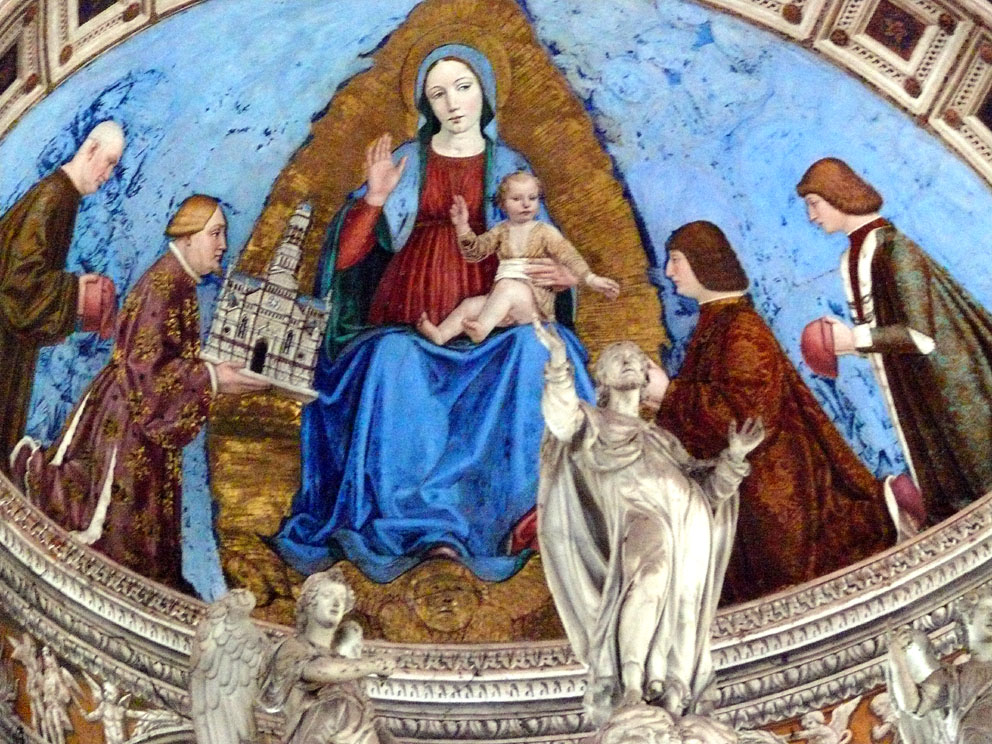
Gian Galeazzo Vizconti presentándole a la Virgen el proyecto de la Cartuja Cartuja de Pavía.

Todavía está en la Cartuja la Crucifixión, firmada y fechada en 1490, los paneles con los Doctores de la Iglesia, las monumentales alas de San Ambrosio (1490) y San Siro (1491). Al comparar estas dos últimas pinturas se nota un cambio de registro en el estilo de Bergognone, entre el 1490 y el 1491, volviéndose más monumental y atento al espacio perspectivo, debido por influjo de Bramante.
También proviene de la Cartuja el Matrimonio místico de Santa Catalina de Alejandría (a partir de 1490) se conserva en Londres, en la Galería Nacional.
A los años de la Cartuja también se remonta la tabla con Cristo resucitado de Galería Nacional de Washington. Probablemente de 1494 es el panel con la Presentación en el templo, parte central de un tríptico de procedencia desconocida cuyas alas son San Agustín y un donante y San Pedro Mártir y una donante, todos conservados en el Museo del Louvre, París.

### Milán, Lodi y Bérgamo
Después de un período de casi total monopolio de la Cartuja de Pavia, a mediados de la última década del siglo Bergognone se trasladó a Milán, ejecutando un ciclo de frescos (ahora independizados y conservados en la Pinacoteca de Brera) para la Iglesia de Santa María próxima a San Satiro (1496-7), probablemente bajo la estrecha supervisión de Bramante.

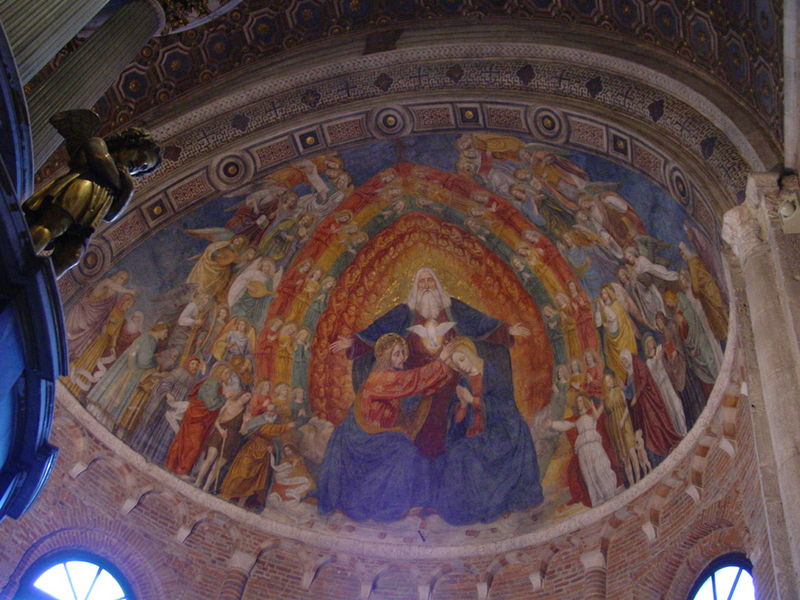
Coronación de la Virgen (1507-8) Iglesia de San Simpliciano de Milán.

Desde 1497, Ambrogio Bergognone trabaja en la Iglesia de la Beata Virgen Coronada de Lodi. Él pintó un ciclo de frescos (ahora desaparecidos) y cuatro altares (1508) dedicados a la vida de María (Anunciación, Visitación, Adoración de los Magos y Presentación en el Templo) todavía visibles en la capilla de San Pablo de la iglesia. En las cuatro tablas con historias de María son consideradas como uno de sus mayores obras maestras, el artista fue capaz de poner las figuras en magníficos paisajes vagamente leonardescos, en pomposas escenografías de origen bramantesco, completados con característicos paisajes lombardos, como la Anunciación, tal vez la pintura de la más alta calidad del grupo. En el panel con la Presentación en el Templo, el artista hizo uso de una delicada luz pastoril, de las ventanas de la galería de un templo poligonal, similar a la misma iglesia donde está.

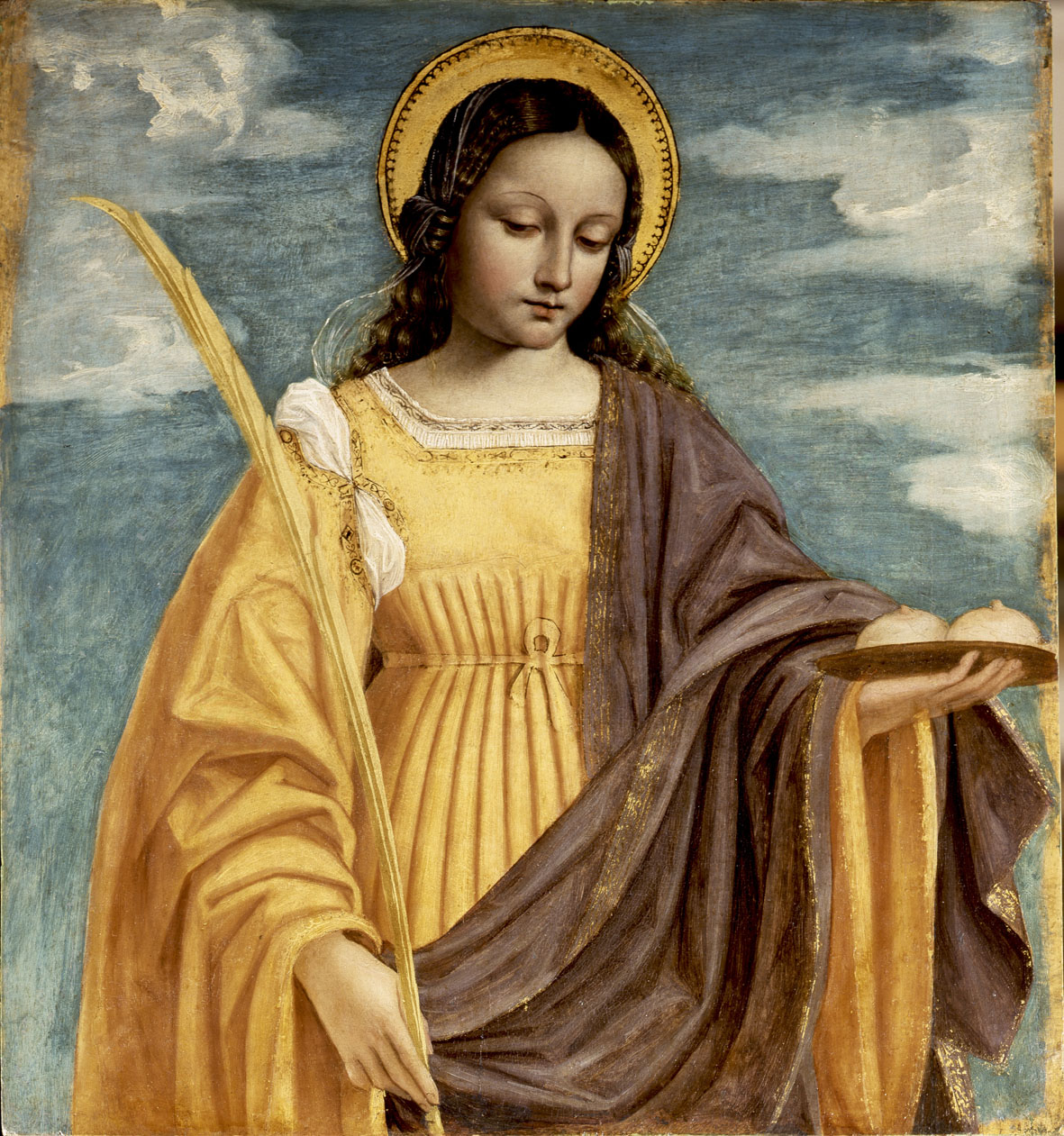
Santa Ágata sirviendo sus pechos en una bandeja a San Estéfano (1510) Academia Carrara, Bérgamo.

Al inicio del siglo XVI el artista, que todavía era uno de los más célebres en Lombardía, ejecutó muchas obras en Milán, Lodi y Bérgamo. Sobre 1500 trabaja en un altar para la devoción privada, representando a la Virgen con el Niño, hoy en la Academia Carrara de Bérgamo. Entre 1500 y 1505 Bergognone sólo realizó un políptico para la iglesia bergamasca de San Bernardino, del que quedan fragmentos de las tablas en la Academia Carrara (Santa Marta, San Juan Evangelista y San Jerónimo de Estridón) y una en la Colección Johnson en Filadelfia (Santa María Magdalena). Probablemente de 1501 es el Cristo llevando la cruz hoy en la Galería Nacional de Londres, que junto a la Oración en el huerto, también en el Galería Nacional, formaban parte de un tríptico o políptico.
En 1506 pintó el Bautismo de Cristo para la Iglesia de San Juan Bautista de Melegnano, donde todavía se conserva. La pintura está firmada (Ambrosio di fosano bergognono) y datada. Entre 1507 – 8 pintó el fresco de la Coronación de la Virgen de la Iglesia de San Simpliciano de Milán, donde su claro-oscuro es tal vez originario de la influencia leonardesca, y en 1508, el políptico de la Iglesia del Espíritu Santo en Bérgamo (el panel central representa el descenso del Espíritu Santo).

### Últimas obras

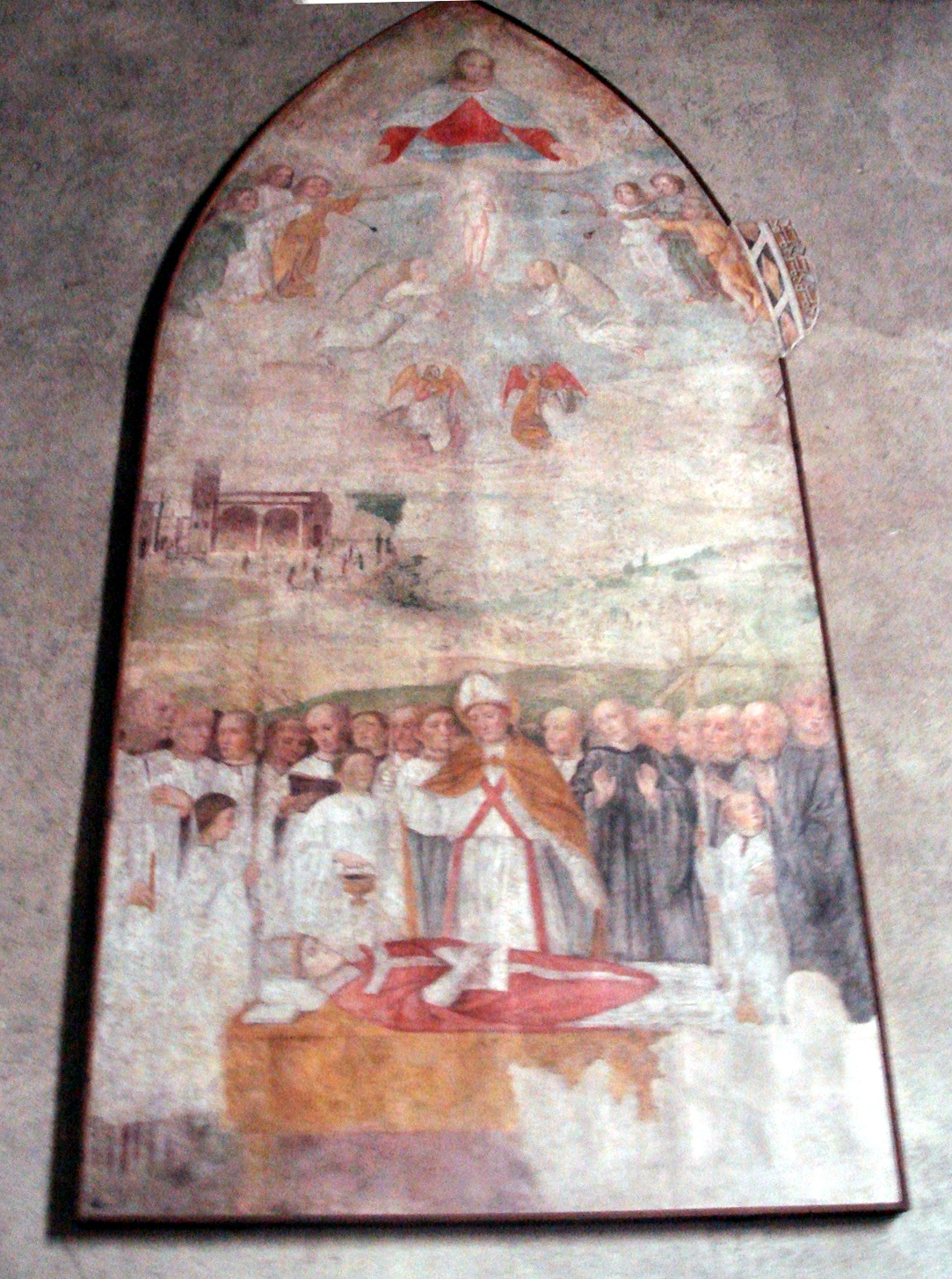
Funeral de san Martín de Tours (1512) Iglesia de San Pedro de Gessate, Milán.

El último período del artista comienza con un breve regreso a la Cartuja de Pavía (sobre 1514), para pintar el fresco la Virgen amamantando al Niño en la bóveda del refectorio, decorando la luneta del mismo lugar con figuras de los apóstoles.
De este último período son los santos Roque y Sebastián, en la actualidad en una colección privada de Milán, y los frescos monumentales en la sala capitular de la Iglesia Santa María de la Pasión en Milán (1514 – 1518), una de las obras maestras del difunto maestro. En 1518 pintó una capilla con frescos en la Iglesia de San Pedro de Gessate en Milán, con el Funeral de San Martín de Tours.
La última obra de Ambrogio Bergognone es la Asunción de la Virgen pintada en 1522 para la Iglesia de Santa María de la Coronación en Nerviano (ahora en la Pinacoteca di Brera).
Los nombres de Ambrosio Bergognone y su hermano Bernardino aparecerán el 28 de enero de 1523 en el contrato entre Cesare da Sesto (1447 – 1523) y la hermandad de San Roque sobre un políptico de la Iglesia de San Roque en Milán. Son elegidos para juzgar la calidad de los trabajos de Cesare da Sesto, una vez que se hayan completado.
Escribió su última voluntad el 4 de abril de 1523 y murió el mismo año.

## Obras
- Bérgamo
  - Academia Carrara:
    - San Juan Evangelista, 1480-1490, óleo sobre lienzo, 57 x 18 cm.
    - San Pablo, 1480-1490, óleo sobre lienzo, 57 x 18 cm.
    - Virgen de la leche, alrededor de 1485, óleo sobre lienzo, 61 x 44 cm.
    - Reunión de San Ambrosio y el emperador Teodosio, sobre 1490, óleo sobre lienzo, 33 x 21 cm.
    - Virgen y el Niño, sobre 1500, óleo sobre lienzo, 45 x 28 cm.
    - San Jerónimo, 1500-1505, óleo sobre lienzo, 120 x 45 cm.
    - San Juan Evangelista, 1500-1505, óleo sobre lienzo, 120 x 45 cm.
    - Santa Marta, sobre 1505, óleo sobre lienzo, 120 x 44 cm.
- Londres
  - Galería Nacional:
    - Fragmentos separados de una pancarta de seda pintados para la Cartuja de Pavía, con las cabezas de hombres y mujeres arrodilladas.
    - Virgen y Niño con Santa Catalina de Alejandría y Santa Catalina de Siena sobre 1490, óleo sobre lienzo, 187 x 129.5 cm.
    - Virgen y el Niño, 1488-1490, óleo sobre lienzo, 55 x 35.6 cm.
    - Varios frescos en la Cartuja de Pavia.
    - Oración en el jardín, alrededor de 1501, óleo sobre lienzo, 99 x 45 cm.

- Milán
  - Museo Poldi Pezzoli:

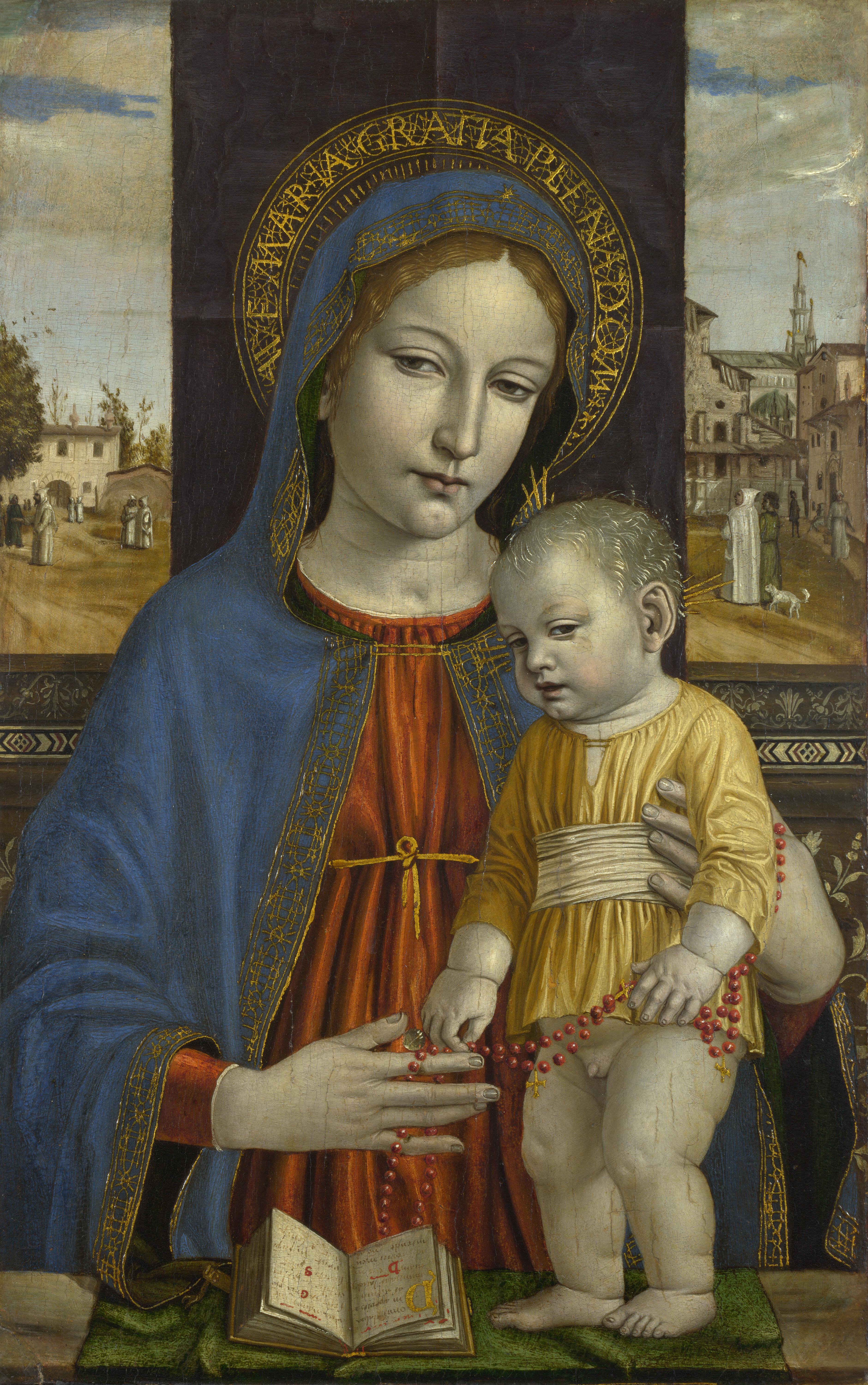
Virgen con el Niño(1488-1490) Galería Nacional, Londres.

    - Virgen con el Niño y dos ángeles, sobre 1485, óleo sobre lienzo, 37 x 28 cm.
    - Virgen amamantando al Niño, sobre 1485, óleo sobre lienzo, 29,5 x 22,5 cm.
    - Santa Catalina de Alejandría, sobre 1510, óleo sobre lienzo, 97,2 x 55,5 cm.

  - Pinacoteca Ambrosiana:
    - Virgen y el Niño con los Santos, sobre 1485, óleo sobre lienzo, 242 x 182 cm.

  - Pinacoteca de Brera:
    - Virgen y el Niño, Santa Catalina y el beato Estefan Maconi, sobre 1490, óleo sobre lienzo, 45 x 39 cm.
- Nueva York
  - Museo Metropolitano de Arte:

Asunción de la Virgen, 1500-1510, óleo sobre lienzo, 242,3 x 108 cm.
- París
  - Museo del Louvre:
    - Altar y paneles sobre 1498.
    - La Presentación en el Templo sobre 1498.
    - San Agustín y un donante de rodillas sobre 1498.
    - San Pedro Mártir y una donante de rodillas sobre 1498.
- Pavía
  - Museos Cívicos de Pavía
    - Cristo cargando la cruz y cartujos, 1491-1497, óleo sobre lienzo, 166 x 118 cm.

  - Cartuja de Pavia
    - Retablo que representa la Crucifixión, 1490, óleo sobre lienzo, 283,5 x 164 cm.
    - Retablo Sant'Ambrogio en la silla entre San Gervasio, San Satiro, Santa Marcellina y San Protasio, 1490-1492, óleo sobre lienzo, 247 x 152 cm.
    - Retablo San Siro entronizado entre Santo Stefano, Sant'Invenzio, San Teodoro y San Lorenzo, 1491, óleo sobre lienzo, 280 x 168 cm.
- San Petersburgo
  - Museo del Hermitage:
    - Santiago el Mayor, sobre 1500, óleo sobre lienzo, 68 x 43 cm.
- Turín
  - Galería Saboya:
    - Predicación de San Ambrosio.
    - Consagración de San Agustín.
- Washington
  - Galería Nacional de Arte:
    - Cristo ha resucitado de la tumba, alrededor de 1490, óleo sobre lienzo, 114,5 x 61,2 cm.